# Муса Гали
Муса Гали (баш. Муса Ғәли; настоящее имя Габдрахман Галеевич Галеев (баш. Ғабдрахман Ғәли улы Ғәлиев); 15 октября 1923, деревня Старомусино Уфимского кантона Башкирской АССР (ныне Чишминский район Башкортостана) — 15 января 2004, Уфа) — советский и российский башкирский поэт. Заслуженный работник культуры РСФСР (1982). Член Союза писателей (1956). Участник Великой Отечественной войны. Лауреат премии БАССР им. Салавата Юлаева (1979).

## Биография
Галеев Габдрахман Галеевич рано лишился отца, воспитывался у дедушки. Окончив семилетнюю школу, один год учился в Уфимской медицинской школе, в 1939 году поступил в Давлекановское башкирское педучилище.
Начало творческой деятельности поэта пришлось на годы обучения в Давлекановском педучилище. С марта 1942 по 1946 года он служил в Красной Армии. С осени 1943 года участвовал в боях с фашистами при форсировании Днепра, в освобождении Украины и Белоруссии. Был тяжело ранен.
Работал: учителем и завучем Чувалкиповской семилетней школы Чишминского района БАССР; заведующим отделом литературы и искусства редакции журнала «Пионер», литературным консультантом Союза писателей (1959—1963).
В 1952 году окончил Башкирский государственный педагогический университет (ныне Уфимский университет науки и технологий) в Уфе, в 1965 году — Высшие литературные курсы Союза писателей в Москве.
Печататься начал с 1940 года; его первый сборник стихов, «Светлый день», был опубликован в 1953 году. Творческое наследие включает более сорока поэтических сборников, наиболее известными из которых являются «Разговор через моря» (1960) и «Солнечный ветер» (1970). Написал много стихов для детей (наиболее известен сборник стихов «Начало пути» (1954)). Также известен как автор многочисленных публицистических и литературно-критических статей, выпущенных в 1981 году в сборнике «Цветы и звёзды».
Известен тем, что ввёл в башкирскую поэзию ряд новых форм и образцов свободного стиха, внёс вклад в развитие эпического жанра, написав десять поэм. В его поэзии присутствовало сочетание внимания к деталям повседневности с романтическим пафосом. В 1979 году получил Государственную премию Башкирской АССР, в 1982 году получил звание Заслуженного работника культуры Башкирской АССР. В родном селе его именем названы улица и средняя школа.

## Награды и премии
- Орден Отечественной войны II степени (1985).
- Орден Трудового Красного Знамени (1973).
- Орден Дружбы народов (21 октября 1993) — за большой вклад в развитие многонациональной литературы Российской Федерации[1].
- Заслуженный работник культуры РСФСР (1982).
- Лауреат премии БАССР им. Салавата Юлаева (1979).

## Труды
Книга стихов «Яҡты көн» («Светлый день») (1953).
Циклы стихов «Ҡырым дәфтәренән» (1957, «Крымская тетрадь»), «Франция дәфтәренән» (1972, «Французская тетрадь»), «Монголия дәфтәренән» (1977, «Монгольская тетрадь»).
Сборники стихотворений и поэм «Диңгеҙҙәр аша һөйләшеү» (1960; в рус. пер. «Разговор через моря», 1966), «Тропинки памяти» (1980), «Ҡыҙыл үләндәр» (1979; в рус. пер. «Багряные травы», 1983) и др.
Поэтические сборники для детей «Звезда надежды» (1977), «Липы цветут» (1978) и др.
Переводы на башкирский язык произведений А. Мухтара, А. С. Пушкина, У. Шекспира и др.